# Melanitis fulvinotata
Melanitis fulvinotata är en fjärilsart som beskrevs av Hans Fruhstorfer 1911. Melanitis fulvinotata ingår i släktet Melanitis och familjen praktfjärilar. Inga underarter finns listade i Catalogue of Life.